# Córdoba (provincie van Argentinië)
Córdoba is een van de 23 provincies van Argentinië, gelegen in het centrum van het land. De provincie is genoemd naar haar hoofdstad Córdoba, de tweede stad van het land.

## Departementen
De provincie is onderverdeeld in 26 departementen (departamentos).

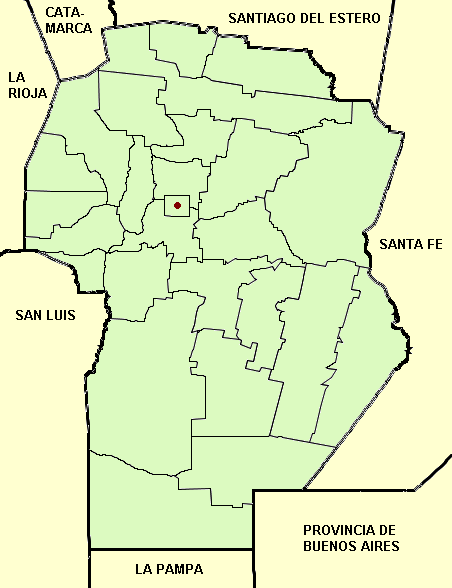
Bestuurlijke indeling van de provincie Córdoba en haar hoofdstad

| Nr. | Departement | Departement                 | Hoofdplaats               | Inwoners  | Oppervlakte |
| --- | ----------- | --------------------------- | ------------------------- | --------- | ----------- |
| 1   |             | Calamuchita                 | San Agustín               | 45.418    | 4.642 km²   |
| 2   |             | Capital                     | Córdoba                   | 1.284.582 | 576 km²     |
| 3   |             | Colón                       | Jesús María               | 171.067   | 2.588 km²   |
| 4   |             | Cruz del Eje                | Cruz del Eje              | 52.172    | 6.653 km²   |
| 5   |             | General Roca                | Villa Huidobro            | 33.323    | 12.659 km²  |
| 6   |             | General San Martín          | Villa María               | 116.107   | 5.006 km²   |
| 7   |             | Ischilín                    | Deán Funes                | 30.105    | 5.123 km²   |
| 8   |             | Juárez Celman               | La Carlota                | 55.348    | 8.902 km²   |
| 9   |             | Marcos Juárez               | Marcos Juárez             | 99.761    | 9.490 km²   |
| 10  |             | Minas                       | San Carlos Minas          | 4.881     | 3.730 km²   |
| 11  |             | Pocho                       | Salsacate                 | 5.132     | 3.207 km²   |
| 12  |             | Presidente Roque Sáenz Peña | Laboulaye                 | 34.647    | 8.228 km²   |
| 13  |             | Punilla                     | Cosquín                   | 155.124   | 2.592 km²   |
| 14  |             | Río Cuarto                  | Río Cuarto                | 229.728   | 18.394 km²  |
| 15  |             | Río Primero                 | Santa Rosa de Río Primero | 42.429    | 6.753 km²   |
| 16  |             | Río Seco                    | Villa de María            | 12.635    | 6.754 km²   |
| 17  |             | Río Segundo                 | Villa del Rosario         | 95.803    | 4.970 km²   |
| 18  |             | San Alberto                 | Villa Cura Brochero       | 32.395    | 3.327 km²   |
| 19  |             | San Javier                  | Villa Dolores             | 48.951    | 1.652 km²   |
| 20  |             | San Justo                   | San Francisco             | 190.182   | 13.677 km²  |
| 21  |             | Santa María                 | Alta Gracia               | 86.083    | 3.427 km²   |
| 22  |             | Sobremonte                  | San Francisco del Chañar  | 4.531     | 3.307 km²   |
| 23  |             | Tercero Arriba              | Oliva                     | 107.460   | 5.187 km²   |
| 24  |             | Totoral                     | Villa del Totoral         | 16.479    | 3.145 km²   |
| 25  |             | Tulumba                     | Villa Tulumba             | 12.211    | 10.164 km²  |
| 26  |             | Unión                       | Bell Ville                | 100.247   | 11.182 km²  |

## Fotogalerij

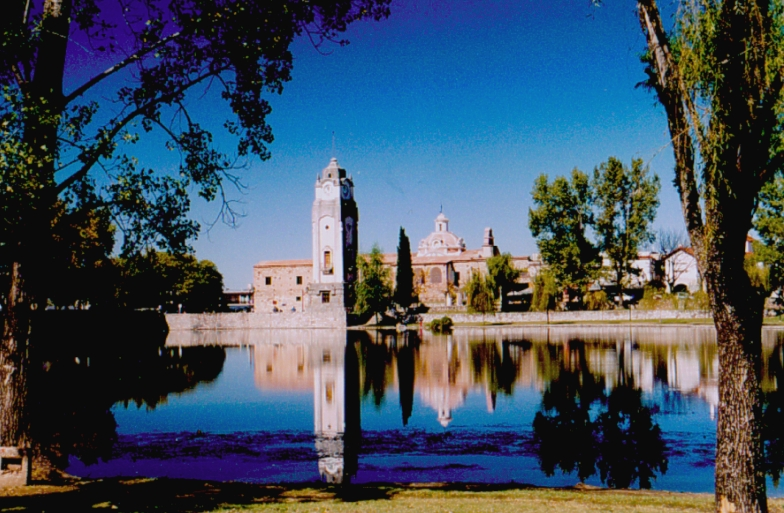
Jezuïetenklooster in Alta Gracia
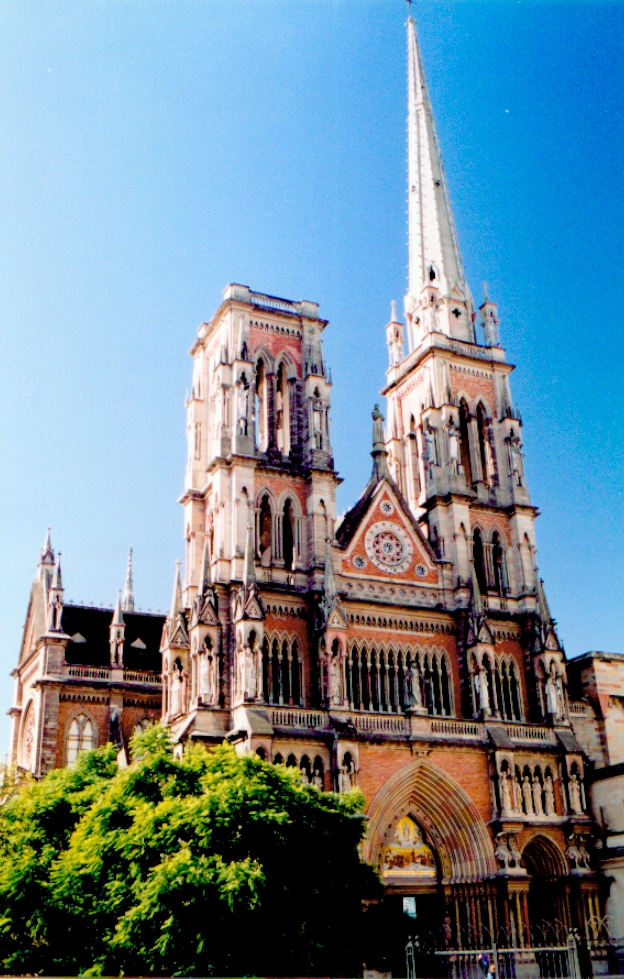
Iglesia de los Capuchinos in de stad Córdoba